# Боб Ширло
Боб Ширло (англ. Bob Shirlaw, 9 квітня 1943) — австралійський академічний веслувальник.
Срібний призер Олімпійських Ігор 1968 року в складі вісімки, учасник 1964 року.